# Nácer ibne Habibe Almoalabi
Nácer ibne Habibe Almoalabi (em árabe: نصر بن حبيب المهلبي‎‎; romaniz.: Nasr ibn Habib al-Muhallabi) foi um membro da família dos moalábidas que serviu como governador da Ifríquia pelo Califado Abássida, de 791 a 793.

## Vida
Nácer é citado como tendo servido sob Iázide ibne Hatim Almoalabi enquanto o último era governador do Egito (762–769); ele foi enviado para debelar uma revolta em Saca em 767 e foi ferido durante aluta. Ele subsequentemente fez seu caminho à Ifríquia, onde segundo Anuairi onde tornou-se muito querido e desenvolveu a reputação de boa conduta. Durante o governo do débil Rau ibne Hatim Almoalabi (788–791), Nácer foi secretamente nomeado pelo califa Harune Arraxide como sucessor de Rau, depois do chefe da correspondência informar Harune da condição de Rau e incitá-lo a presselecionar um substituto. Com a morte de Rau no começo de 791, seu filho Cabiça foi inicialmente proclamado como seu sucessor, mas Nácer foi reconhecido como governador depois do chefe dos correios entregar a carta de nomeação de Harune para ele.
O governo de Nácer durou aproximadamente 2 anos e parece não ter ocorrido nenhum incidente nesse tempo. Sua administração chegou ao fim, contudo, após o filho de Rau, Alfadle viajar à corte de Harune e convencer o califa a nomeá-lo como governador da Ifríquia. Após sua demissão, Nácer parece ter ficado na Ifríquia até a morte de Alfadle, quando ele e outros moalábidas foram expulsos da província por Abedalá ibne Aljarude. Segundo Iacubi, Nácer foi brevemente nomeado como governador da Armênia no final da década de 790, mas foi demitido logo depois.